# Fritz Peter (General)
Fritz Peter (* 28. Dezember 1927 in Bralitz) war Offizier in der NVA und letzter Leiter der Zivilverteidigung der DDR. Er war zudem der letzte General der NVA, der zum Generaloberst befördert wurde. Nach der Wiedervereinigung wurde er wegen seiner Mitverantwortung für die Toten an der innerdeutschen Grenze angeklagt und verurteilt.

## Leben
Der Sohn eines Fleischers und Bauern ergriff nach dem Besuch der achtklassigen Schule den Beruf des Landwirtes. Im September 1944 wurde er erst zum RAD, dann schon im November 1944 als 16-Jähriger zur Wehrmacht eingezogen und geriet im April 1945 in sowjetische Kriegsgefangenschaft.
Nach seiner Entlassung 1948 trat er in die SED und die Deutsche Volkspolizei ein. Nach einem Jahr als Kursant war Peter als Gruppenführer bei der VP-Bereitschaft Potsdam. Dem schloss sich der Dienst als Zugführer und stellvertretender Kommandeur für Ausbildung bei der VP-Bereitschaft Apolda an. Nach einem Sonderlehrgang in der Sowjetunion war Peter von 1952 bis 1956 Oberadjutant und Leiter der Adjudantur im Ministerium des Innern.
1956 wechselte er zum Ministerium für Nationale Verteidigung und diente dort bis 1959, unter anderem als Leiter der Abteilung Operationen. Nach seinem Besuch der Generalstabsakademie der UdSSR von 1959 bis 1961 war Peter bis 1962 Stellvertreter des Kommandeurs und Stabschef der 9. Panzerdivision in Eggesin. Danach diente er bis 1964 als Stellvertreter des Stadtkommandanten und Chef des Stabes in der Stadtkommandantur Ost-Berlin.
Bis 1969 war Peter als Stellvertreter des Chefs und Stabschef des Militärbezirkes III (Leipzig) tätig. In dieser Zeit (1966) wurde er zum Generalmajor ernannt. Dem Dienst in Leipzig schloss sich bis 1972 die Aufgabe als Stellvertreter des Chefs des Stabes der Vereinten Streitkräfte des Warschauer Vertrages an. Nach der Bildung des Kommandos Landstreitkräfte (Kdo. LaSK) wurde Peter Stellvertreter des Chefs der LaSK und Chef des Stabes. Er war damit der Stellvertreter von Horst Stechbarth. Am 1. März 1974 wurde Peter zum Generalleutnant befördert. Von 1976 bis zu seinem Ausscheiden aus dem Dienst am 30. April 1990 war er Leiter der Zivilverteidigung der DDR. Anlässlich des vierzigsten Jahrestages der DDR am 7. Oktober 1989 wurde Peter zum Generaloberst befördert.
Im Januar 1990 erfolgte seine Berufung zum Regierungsbeauftragten zur Auflösung des Amtes für Nationale Sicherheit (AfNS) durch Ministerpräsident Hans Modrow. Am 31. Mai 1990 wurde er auch vom neuen Innenminister Peter-Michael Diestel zum Sekretär der Regierungskommission zur Auflösung des ehemaligen MfS/AfNS berufen. Mit der deutschen Wiedervereinigung am 3. Oktober 1990 endete seine Tätigkeit.

## Verurteilung wegen Beihilfe zum Totschlag
Peter wurde am 1. März 1994 im Zuge der Mauerschützenprozesse zusammen mit weiteren ehemaligen NVA-Offizieren vor dem Kammergericht Berlin wegen Beihilfe zum Totschlag und versuchten Totschlag angeklagt. Die Staatsanwaltschaft stützte sich auf Jahresbefehle über Maßnahmen an der innerdeutschen Grenze, die von Peter als Angehörigem des Kollegiums des Ministeriums für Nationale Verteidigung der DDR mitbeschlossen wurden. Ihm wurde Mitverantwortung für den Schießbefehl und die Selbstschussanlagen an der Grenze vorgeworfen. Am 30. Mai 1997 wurde er zu einem Jahr und zehn Monaten Freiheitsstrafe auf Bewährung verurteilt. Im selben Prozess wurden auch Joachim Goldbach, Heinz Handke und Harald Ludwig verurteilt.

## Auszeichnungen in der DDR
- 1976 Artur-Becker-Medaille in Gold
- 1978 Vaterländischer Verdienstorden in Silber
- 1981 Scharnhorst-Orden
- 1984 Ehrentitel Verdienter Angehöriger der Nationalen Volksarmee
- 1987 Vaterländischer Verdienstorden in Gold